# Flash Airlines-vlucht 604
Flash Airlines-vlucht 604 was een chartervliegtuig dat op 3 januari 2004 tijdens een vlucht van de luchthaven Sharm el-Sheikh naar de luchthaven Parijs-Charles de Gaulle neerstortte in de Rode Zee. Geen van de 148 inzittenden overleefde het ongeluk.
Het vliegtuig was een Boeing 737-300 van de maatschappij Flash Airlines. De passagiers waren voornamelijk Franse toeristen. Het vliegtuig vertrok om 4:44 Oost-Europese Tijd van de Egyptische luchthaven richting Parijs, met een tussenstop in Caïro. Het vliegtuig raakte echter uit koers en stortte ongeveer 15 kilometer ten zuiden van het vliegveld in zee.
Aanvankelijk werd gedacht dat het ongeluk het gevolg was van een terroristische aanslag, daar de angst voor terrorisme in de luchtvaart erg groot was. De Amerikaanse National Transportation Safety Board (NTSB) en de Franse Bureau d'Enquêtes et d'Analyses pour la sécurité de l'Aviation Civile (BEA) deden onderzoek naar de ramp. Uit het onderzoek bleek dat de piloot mogelijk last had van duizeligheid waardoor hij gedesoriënteerd raakte. De copiloot sprak de meer ervaren piloot niet tegen toen die het vliegtuig de verkeerde kant op stuurde. Verder beweerden zowel de NTSB en BEA dat beide piloten niet voldoende waren opgeleid. Op de cockpitvoicerecorder was te horen dat pas 24 seconden nadat het vliegtuig van de route afweek de piloten probeerden in te grijpen.
De Egyptische overheid ontkende deze bevindingen echter, en hield het erop dat het vliegtuig technische problemen had. Sommige media ondersteunden dit met berichten dat het vliegtuig niet veilig zou zijn.
Twee maanden na het ongeluk ging Flash Airlines failliet.